# Mirano

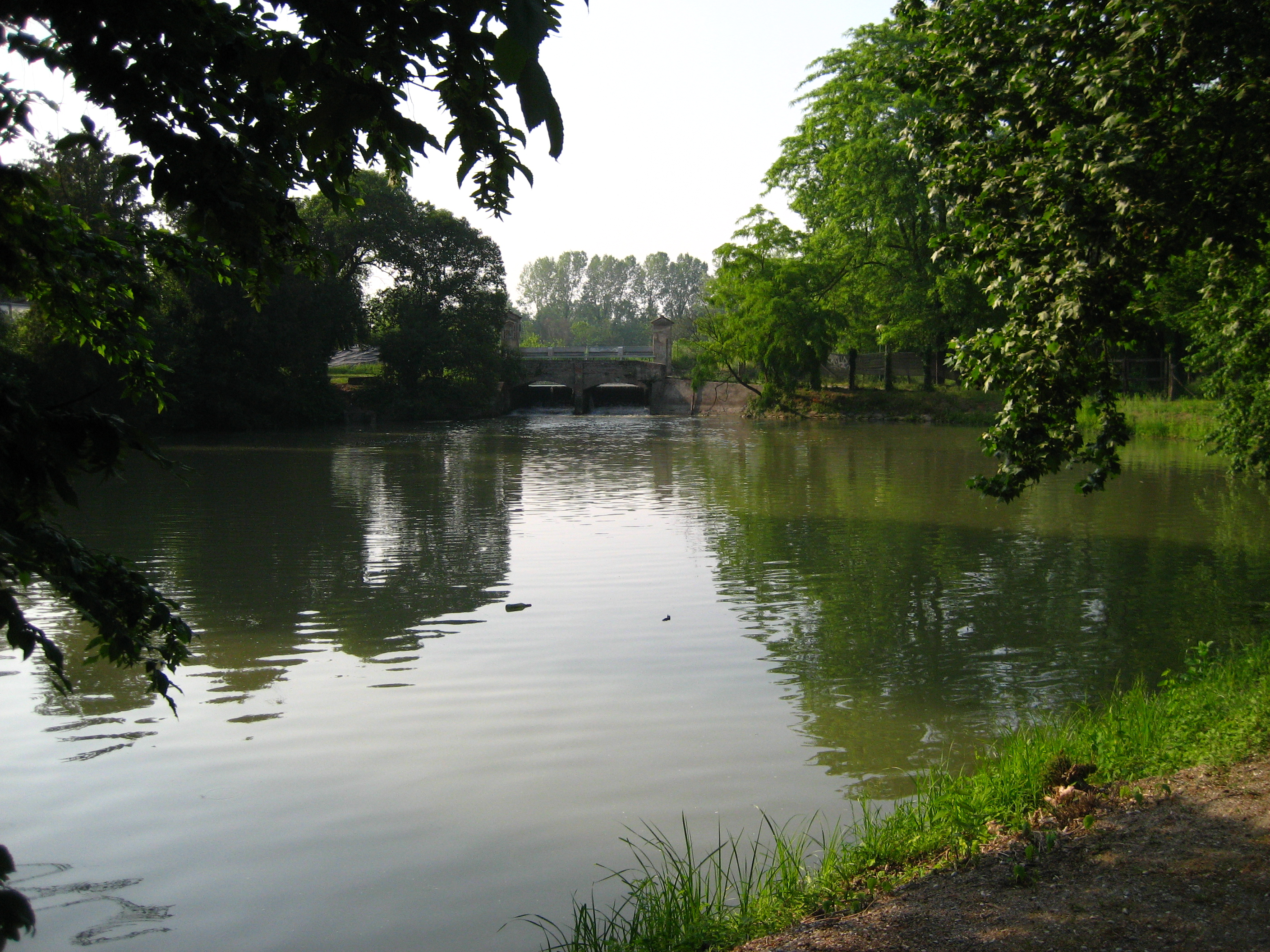
Een stuw blokkeert de Musone rivier. De hoofdstroom gaat hier rechtsaf.

Mirano is een gemeente in de Italiaanse provincie Venetië (regio Veneto) en telt 26.123 inwoners (31-12-2004). De oppervlakte bedraagt 45,6 km², de bevolkingsdichtheid is 573 inwoners per km².
De volgende frazioni maken deel uit van de gemeente: Ballò, Campocroce, Scaltenigo, Vetrego, Zianigo.

## Demografie
Mirano telt ongeveer 9888 huishoudens. Het aantal inwoners steeg in de periode 1991-2001 met 1,6% volgens cijfers uit de tienjaarlijkse volkstellingen van ISTAT.
| Jaar | Inwoneraantal |
| ---- | ------------- |
| 1991 | 25.792        |
| 2001 | 26.206        |

## Geboren
- Giuseppe Cali (1952), golfprofessional
- Federica Pellegrini (1988), zwemster
- Chiara Pierobon (1993–2015), wielrenster
- Francesco Lamon (1994), wielrenner

## Geografie
De gemeente ligt op ongeveer 9 meter boven zeeniveau.
Mirano grenst aan de volgende gemeenten: Martellago, Mira, Noale, Pianiga, Salzano, Santa Maria di Sala, Spinea.